# كوكيشي

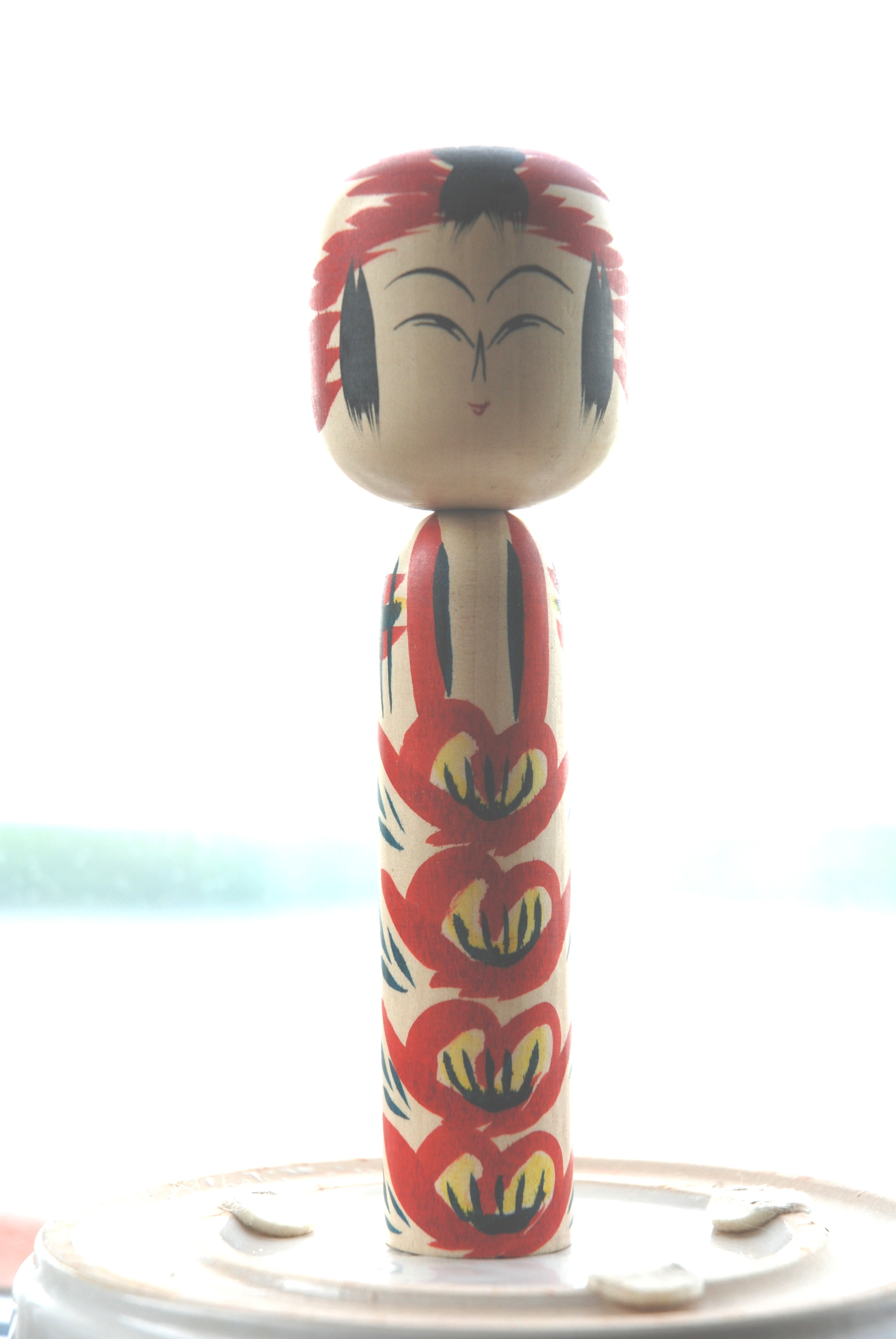
دمية كوكيشي

كوكيشي (باليابانية こけし ,小芥子) هي عبارة عن دمية يابانية فلكلورية تتم صناعتها من الخشب لها جذع ورأس كبير وعليه خطوط رفيعة تحدد معالم الوجه. غالباً مايستخدم اللون الأحمر والأسود وأحياناً الأصفر لطلاء الجسم ثم يغطى بطبقة من الشمع لحمايته من العوامل الجوية وإعطائه مظهراً لامعاً. ودمية كوكيشي ليس لها أيدي أو أرجل، وغالباً ما يوقع صانع الدمية في السطح الأسفل للدمية.
تختلف دمى الكوكيشي في صناعتها وشكلها حسب المنطقة.

## دمى الكوكيشي الخشبية اليابانية
تشتهر الدمى المصنوعة في مدينة كيوتو اليابانية والتي تطلق عليها مدينة التقاليد بروعة ودقة صناعتها وتتميز باشكال التطريز المعدة على ملبوسات هذه الدمى، ومن المهرجانات الشهيرة في اليابان احتفال العائلات هناك يوم 3 مارس من كل عام .
تحتفل العائلات التي لديها بنات فقط بهذا المهرجان الذي يسمى باليابانية هيناماستوري و يعني باللغة العربية مهرجان الدمى .وهذا المهرجان الجميل هو عادة تقليدية يعود تاريخها إلى حوالي الف عام، وفي كل عام تعرض كل عائلة من هؤلاء مجموعة من الدمى يوضح زوجا يمثل ذكرا وانثي وذلك دلالة على صلات العائلات من اجل سعادة بناتها، وفي المقابل يقام مهرجان دمى للبنين في شهر مايومن كل عام بحيث تعرض العائلات التي لديها بنين مجموعة رائعة من مجسمات الدروع واشكال المحاربين بكامل زيهم، وتقيم العائلات الصلوات كي يكبر أبناؤها أقوياء وأصحاء، وفي جانب آخر من المعرض توجد مجموعة من الدمى الفخارية تتميز بجمالها الوانها وهي تصنع في مدينة هاكاتا بجزيرة كيوش التي تمثل مركز صناعة الدمى الفخارية في اليابان ودمى مصارعي السومو .